# Alejandro da Silva (Fußballspieler)
Alejandro Damián Da Silva Mercado (* 18. Mai 1983 in Lambaré) ist ein ehemaliger paraguayischer Fußballspieler. Der Stürmer bestritt zwei Länderspiele für Paraguay und wurde auf Vereinsebene drei Mal nationaler Meister.

## Karriere

### Verein
Alejandro Da Silva, auch Ale genannt, begann mit acht Jahren in der Jugend von Cerro Porteño und war bereits mit 15 Jahren im Profiteam. 2000 wechselte der junge Stürmer nach Europa zu Udinese. Im September 2000 gelangte an die Öffentlichkeit, dass er einen gefälschten italienischen Pass hatte. Er spielte noch weitere Jahre in Italien und kehrte 2005 zu Cerro Porteño zurück, bei dem er von 2011 und 2013 noch ein drittes Mal unter Vertrag stand. In seinem weiteren Karriereverlauf lief er noch in Argentinien für die Newell’s Old Boys, in Chiles zweiter Liga für die Santiago Wanderers und für The Strongest aus Bolivien auf. Seine Karriere beendete da Silva in Paraguay bei Rubio Ñu. In seiner Zeit als aktiver Fußballspieler gewann er mit Cerro Porteño die Meisterschaften 2005 und der Apertura 2012 sowie die bolivianische Meisterschaft mit The Strongest der Clausura 2013.

### Nationalmannschaft
Bereits in der Jugend vertrat da Silva das paraguayische Nationalteam. Mit der U17-Nationalmannschaft nahm er an der Weltmeisterschaft 1999 in Neuseeland teil, bei der das Team aus Südamerika im Viertelfinale am späteren Weltmeister Brasilien scheiterte. Mit der U20-Nationalmannschaft spielte der Stürmer bei der Weltmeisterschaft 2001 und erreichte das Halbfinale.
In der A-Nationalmannschaft bestritt da Silva sein einziges Länderspiel im August 2007, bei dem er den Treffer für sein Land beim 1:1-Unentschieden im Freundschaftsspiel gegen Venezuela erzielte.

## Erfolge
Cerro Porteño
- Paraguayischer Meister: 2005, 2012-A

The Strongest
- Bolivianischer Meister: 2013/14-C